# Willy Rivera
Guillermo Zapata Huertos (Callao, 24 de octubre de 1964), conocido artísticamente como Willy Rivera, es un cantautor y músico de salsa y música cristiana peruano. Fue, junto a Antonio Cartagena, parte de los cantantes de salsa más famosos de la década de los 90 de su país.

## Primeros años
Guillermo Zapata Huertos nació en la ciudad del Callao el 24 de octubre de 1964. Criado en el distrito de La Perla, fue el séptimo hijo de 11 hermanos y la pasión por la salsa le fue inculcada por su madre, quien veía que desde pequeño que él tenía una voz adecuada para el canto animando fiestas.
Zapata estudió en un instituto la carrera de Diseño Gráfico y, al culminar sus estudios, la ejercía siendo dibujante en una agencia de publicidad. Sin embargo, él mismo declaraba que si bien le agradaba su profesión, no se sentía totalmente feliz en la actividad que realizaba, por lo cual renunció a la empresa donde laboraba. 

## Carrera

### 1987-1990: Inicios
Tras dejar su trabajo, Zapata comenzó su carrera artística en 1987 siendo parte de dos agrupaciones del distrito de Comas, primero de Chaney y luego de La Selecta. Tras ser vista su performance en esta última, a fines de 1989 fue invitado a ser uno de los vocalistas de la orquesta de salsa La Sensual 990, grupo creado por el director musical y trompetista Óscar «Pitín» Sánchez y el percusionista Juan Canevello, donde tuvo mucha más acogida. Además se pudo relacionar con otros cantantes como «Pepe» Espinoza, Laura Mau y Antonio Cartagena. El proyecto inició en 1990 y se le pidió a Zapata si es que podía cambiar su nombre a uno artístico; eligiendo el nombre de Willy, al ser el sobrenombre con el que era conocido desde pequeño y para el apellido se inspiró en el puertorriqueño Ismael Rivera, creando su nombre artístico Willy Rivera. Con ellos, es que lanza su primer tema musical llamado «Candela», siendo un cóSe ver de la versión del italiano-venezolano Rudy la Scala. Además, cantó un boceto de «El cariño es como una flor» antes de salir del grupo.

### 1991-presente: Solista
Tras casi dos años en La Sensual 990, Rivera decide dejar la orquesta para dedicarse a ser solista y tuvo éxito con la canción «El cariño es como una flor» como parte de su primer y más reconocido álbum en solitario El cariño es... publicado en 1991, donde también tuvieron popularidad otras canciones como «Si tú no estás», «Quiero volver a ti» y «Obsesionado». Al siguiente año, lanzó su segundo álbum titulado Dame una oportunidad. Asimismo, tuvo un álbum recopilatorio de canciones llamado Salsa ese mismo 1992.
En 1993, salió otro álbum recopilatorio titulado Quiero volver a ti y continuó con los álbumes El día que me quieras de 1995 y Para ti de 1998. 
Con el nuevo siglo, Zapata publicó en el 2001 el álbum 10 años de éxitos al haber cumplido una década como solista. Junto a álbumes un tanto distintos a lo tradicional y más apegados a la música romántica como Confío en tí en 2006[cita requerida], Gracias al amor en 2013 y uno más con géneros de chicha y cumbia como Cerrito de colores en 2016.
En 2021, Rivera publicó el álbum recopilatorio de sus mejores éxitos ¡Canto a mi gente! Lo mejor, mas a diferencia de los dos anteriores, las canciones de este nuevo eran cantados otra vez por el mismo artista. Actualmente, practica la religión cristiana y a la par se mantiene presentándose en los conciertos de salsa ya sea él solo o junto a otros cantantes peruanos de cualquier época del mismo género en eventos que hay mayormente en Lima Metropolitana.

## Discografía

### Álbumes
- 1991: El cariño es...
- 1992: Dame una oportunidad
- 1992: Salsa (LP)
- 1993: Quiero volver a ti (LP)
- 1995: El día que me quieras
- 1998: Para ti
- 2001: 10 años de éxitos
- 2013: Gracias al amor
- 2016: Cerrito de colores
- 2021: ¡Canto a mi gente! Lo mejor